# Крюс, Джеймс
Джеймс Якоб Хинрих Крюс (нем. James Jacob Hinrich Krüss; 31 мая 1926[…], Гельголанд, Шлезвиг-Гольштейн — 2 августа 1997[…], Гран-Канария, Канарские острова) — немецкий детский писатель и поэт. Автор сказки «Тим Талер, или Проданный смех».

## Биография
Родился на острове Гельголанд в семье электрика Людвига Крюса и Маргареты Фридерикс. В 1941 году из-за начавшейся войны родители вынуждены были эвакуироваться на материк. Крюс в числе других детей был эвакуирован в Арнштадт. В 1942 году Крюс окончил среднюю школу. В августе 1944 года добровольно вступил в ряды люфтваффе, конец войны застал его в Усти-над-Лабем. Согласно его автобиографической повести 1988 года Der Harmlos, Крюс изначально был убеждённым национал-социалистом, но военное поражение и полный политический крах заставили его пересмотреть взгляды. После войны он пешком добрался до Куксхафена, где проживали его родители. Вернуться на Гельголанд семья не могла, потому что после войны британские ВВС организовали там базу. Позже поселился в Гамбурге. В 1948 году окончил педагогическое училище Люнебурга, однако вместо учительской работы сразу принялся за литературу — ещё в 1946 году он выпустил свою первую книгу «Золотая нить». С 1951 года активно сотрудничал с радио и газетами.
В 1950 году по совету прозаика Эриха Кестнера решил писать для детей. Первая книжка с картинками «Ханзельман путешествует вокруг света» вышла в 1953 году. Автор нескольких десятков прозаических и стихотворных книг для детей, самая знаменитая из которых «Тим Талер, или Проданный смех» (1962).
Писатель награждён медалью Ханса Кристиана Андерсена — Нобелевской премией для детских писателей (1968). Из-под пера автора вышла также и литературоведческая книга «Наивность и понимание искусства. Мысли о детской литературе» (1969), а также песни, радиопьесы, телесценарии и переводы на немецкий с различных языков.
В 1960 году Крюс купил себе дом с садом в Гильхинге, где прожил до 1966 года. В 1964 году Крюс побывал на Тенерифе и спустя год купил дом в деревне Ла-Кальсада на Гран-Канария. С 1966 года и вплоть до смерти Крюс прожил там со своим любовником-испанцем Дарио Франсиско Пересом (Крюс был гомосексуалом и начал вступать в однополые связи ещё на Гельголанде). 27 сентября 1997 года его похоронили в море возле его родного Гельголанда.